# Thế kỷ 29
Thế kỷ 29 là thế kỷ trong Công Nguyên, trong lịch Gregory là khoảng thời gian từ ngày 1 tháng 1 năm 2801 cho đến ngày 31 tháng 12 năm 2900.